# Anthaxia viridicornis
Anthaxia viridicornis es una especie de escarabajo del género Anthaxia, familia Buprestidae. Fue descrita científicamente por Say en 1823.

## Distribución
Habita en el Neártico, Neotrópico, región indomalaya, Paleártico y región afrotropical.